# Hellenic Train
A Hellenic Train S.A., korábban TrainOSE S.A. (görögül: ΤραινΟΣΕ Α.Ε., ejtsd: trenosé) egy görögországi magán vasúttársaság, amely jelenleg személy- és tehervonatokat üzemeltet az OSE vonalain. A TrainOSE-t 2017 szeptemberében vásárolta meg az olasz nemzeti vasúttársaság, a Ferrovie dello Stato Italiane. 2008-ig a vállalat a Görög Vasúti Szervezet (OSE) leányvállalata volt, majd 2017-es privatizációjáig független állami tulajdonú vállalat lett. A TrainOSE alkalmazza a vonatszemélyzetet, az operátorokat, és kezeli a vasúti szolgáltatások nagy részét a görög vasúthálózat teljes területén, az FS ETR 470 sorozatú vonatok kivételével az OSE tulajdonában lévő gördülőállományt bérli. A vállalat 2022-ben átnevezte magát Hellenic Trainre.

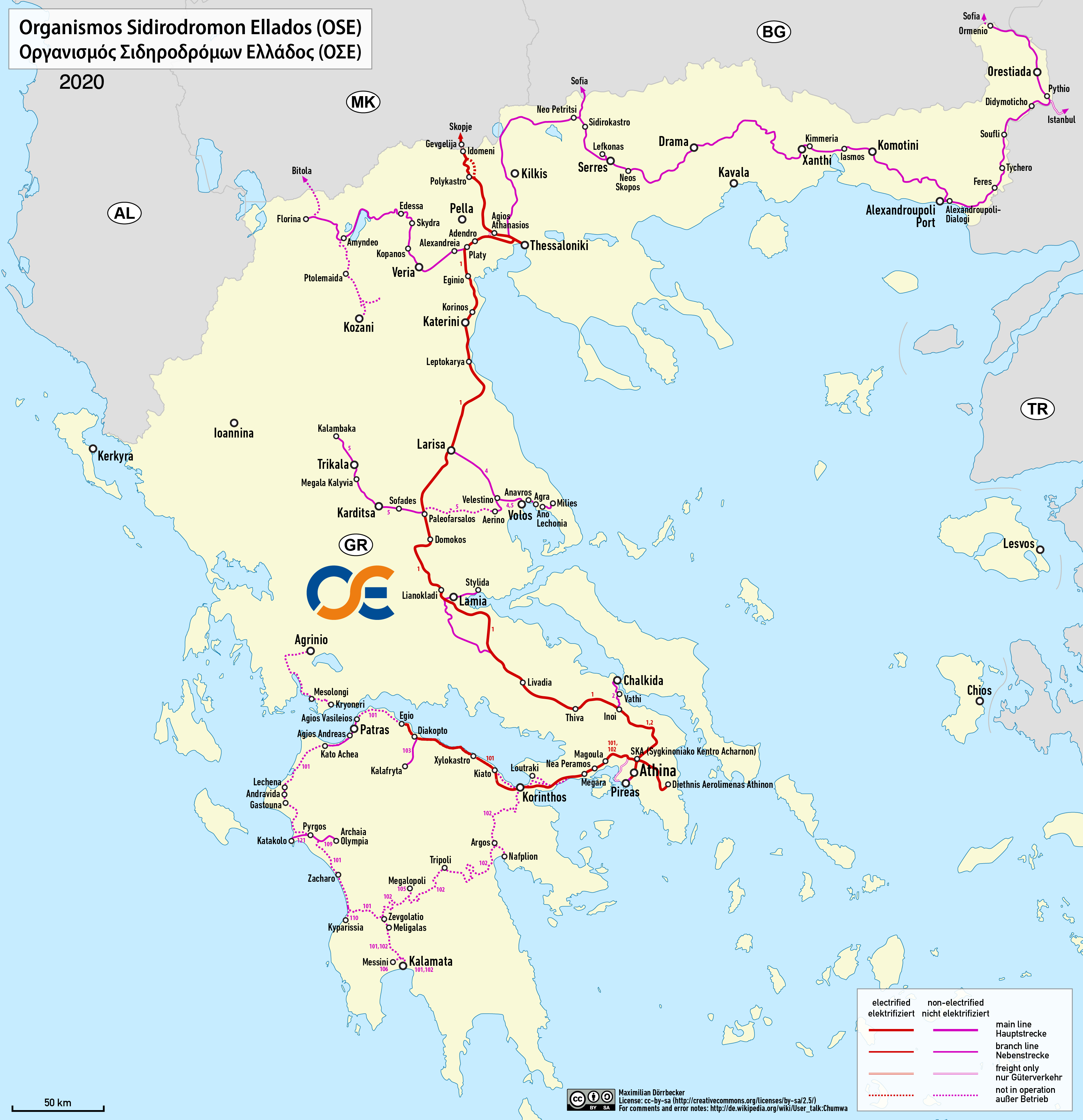
A Hellenic Railways vasúthálózata

## Története
A vállalat 2005 óta a Görög Vasúti Szervezet (OSE) leányvállalata volt. 2005 előtt az OSE belső szolgáltatása volt. 2008-ban vált független állami tulajdonú vállalattá. 2017-ben az FS Italiane csoport teljes egészében saját leányvállalata lett.

### Privatizáció
A Görög Köztársaság Vagyonfejlesztési Alapja 2013 áprilisában lett a vállalat egyedüli részvényese. 2013 júliusában nemzetközi pályázati eljárás kezdődött a TrainOSE privatizációjára. 2013 júliusában a Ferrovie dello Stato Italiane olasz állami vasúti csoport nyújtotta be az egyetlen kötelező érvényű ajánlatot a TrainOSE 100%-os részesedésére, ezt 2016. július 6-án jelentették be. 2016. július 14-én a privatizációs ügynökség elfogadta a Ferrovie dello Stato Italiane 45 millió eurós ajánlatát a TrainOSE 100%-os megvásárlására. 2017. szeptember 14-én a TrainOSE részvényei teljes egészében átruházásra kerültek, jelenleg a TrainOSE a Ferrovie dello Stato Italiane 100 %-os tulajdonában lévő leányvállalat.